# Eryonicus fagei
Eryonicus fagei är en kräftdjursart som beskrevs av Bernard 1953. Eryonicus fagei ingår i släktet Eryonicus och familjen Polychelidae. Inga underarter finns listade i Catalogue of Life.